# Isabelle Massieu
Jeanne Isabelle Massieu, née Jeanne Bauche à Paris le 3 avril 1844 et morte à Suresnes (France) le 7 octobre 1932, est une exploratrice, première femme française à être entrée au Népal. 

## Biographie

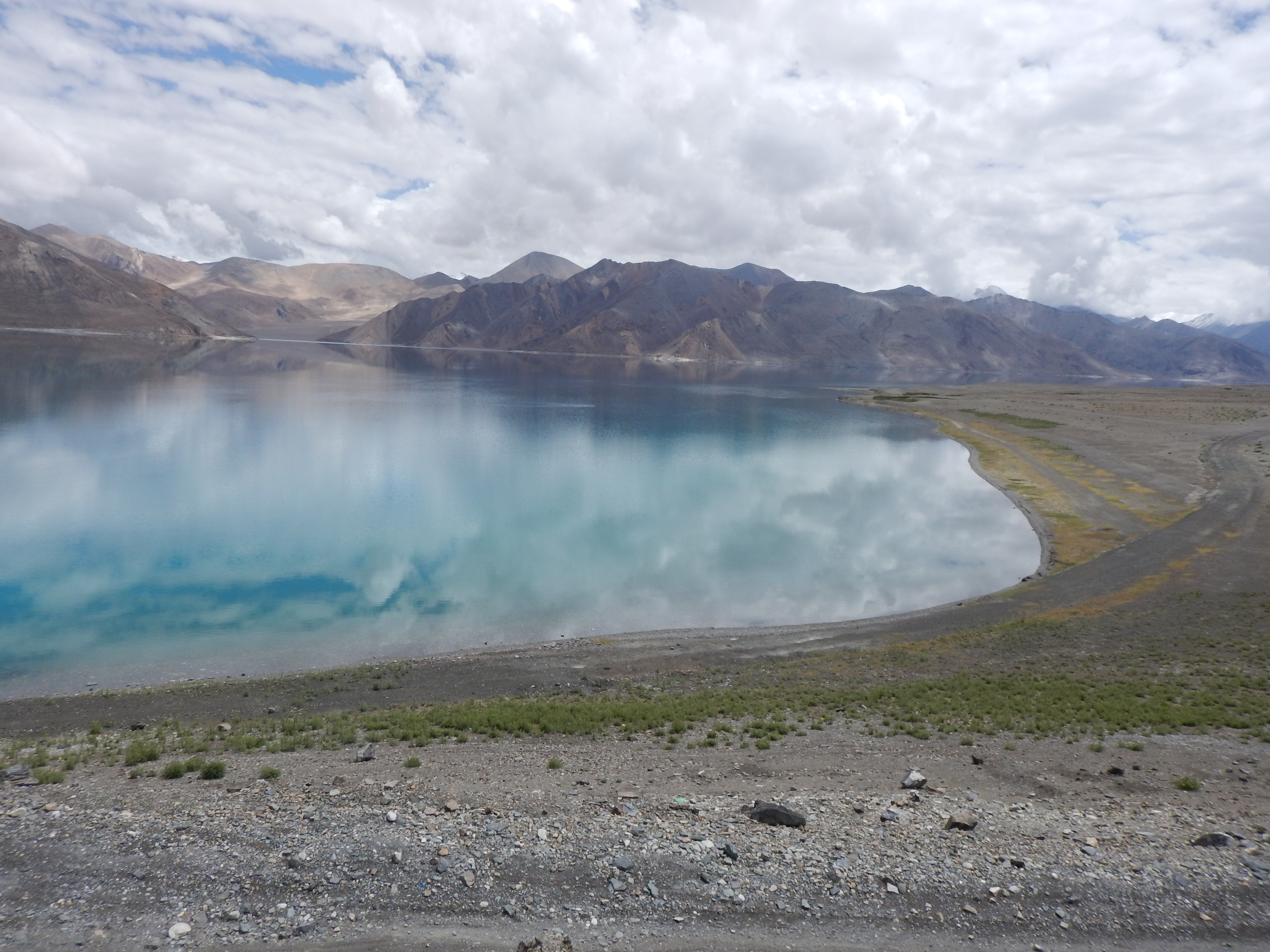
Pangong Tso, où Isabelle Massieu se rend en 1895.

Isabelle Massieu nait à Paris en 1844. Dès son enfance, elle est fortement intéressée par les voyages, au point de souhaiter être un homme pour avoir la liberté de circuler librement. Elle épouse l'avocat Octave Massieu, avec qui elle effectue de nombreux voyages touristiques, au Maghreb, dans les capitales de l'Europe et à la Tripolitaine.
Devenue veuve, elle se lance dans une grand voyage, prenant soin de n'aller que dans des lieux qu'elle n'a jamais vus avec son mari, explorant ainsi la Mésopotamie, le Liban, la Syrie et remontant le Nil. Deux ans plus tard, elle visite Ceylan, l'Inde et le Cachemire ; elle souhaite rentrer par Pamir et le Turkestan, mais les autorités anglaises lui refusent le passage en raison de la guerre du Chitral. Elle passe donc par le Pendjab, passe à Peshawar et Srinagar et gagne le Ladakh qu'elle parcourt jusqu'au lac de Pangong à 5 700 m d'altitude, et le refus des autorités britanniques donne, vu de France, une dimension patriotique à son voyage.
En 1896-1897, Isabelle Massieu effectue un tour complet de l'Asie. Elle arrive à Saïgon le 6 octobre 1896 et y accompagne le gouverneur Rousseau à la cour de Norodom. Elle prend ensuite le train jusqu'à Mytho puis, en bateau, parvient à Pnom-Penh où le colonel Lyautey lui fait visiter les temples d'Angkor Vat et l'ancienne cité khmère d'Angkor Thom. Elle gagne alors Chantaboum puis Bangkok où elle peut admirer les nombreuses pagodes. En bateau, elle rejoint Singapour et Poulo Penang et atteint Rangoon à la fin novembre. 
Elle prend ensuite le train jusqu'à Prome, remonte l'Iraouaddi et y visite les villes riveraines : Tagaung, Pagan, Ava, Amarapura et Mandalay puis Bhamo et Simbo en plein pays katchin. Elle entreprend alors la traversée de l'Indochine d'ouest en est le long du 20e parallèle. 
À la fin du mois de décembre 1896, elle part ainsi de Mandalay pour Hué. Elle passe à Taunggyi où elle emprunte la route du Vat Xieng Thong qui n'a encore jamais été parcourue par un Français. Il s'agit d'un simple sentier serpentant à travers la jungle, entrecoupé d'importantes rivières et peuplé d'habitants hostiles et de pirates. Le 2 février 1897, elle atteint enfin Xieng Sen sur le Mékong. En radeau, elle descend alors le fleuve jusqu'à Louang Prabang. 
Poursuivant l'aventure, Isabelle Massieu s'engage par la route de terre dans la jungle et malgré les tigres et les Khas pour rejoindre Vientiane où elle embarque sur un petit vapeur qui la conduit à Savannakhet. De nouveau, elle reprend la dangereuse route de l'Annam et passe à Muong Phong, Muong Ping et Aï-Lao. Par la vallée de Maï-Lan, elle atteint Quảng Trị puis Hué (21 mars 1897). 
Après cette traversée intégrale de la péninsule indochinoise, elle part pour la baie d'Along et Hanoï. En avril, elle est la première Européenne à entrer dans les Territoires militaires du nord. À partir de Lào Cai, elle suit la frontière de la Chine, traverse les montagnes peuplés de Mans, de Meos et de Nungs et le 22 mai, arrive à Cao Bằng. Le maréchal Sou lui offre un banquet à Lang-Tcheou puis elle revient à Hanoï. 
Isabelle Massieu visite encore Shanghai, Pékin et le Japon avant de rentrer en France par la Mongolie, la Sibérie, le Turkestan et le Caucase. 
Dix ans plus tard, en juillet 1908, elle part de Paris pour l'Himalaya. Elle arrive à Bombay en pleine mousson et gagne aussitôt Simla d'où elle emprunte la route du Tibet. Sur le chemin, elle rencontre à Taranda l'explorateur suédois Sven Hedin. Elle atteint Chini à 4 000 m d'altitude mais, n'ayant pas de passeport pour le Tibet, est contrainte de faire demi-tour. 

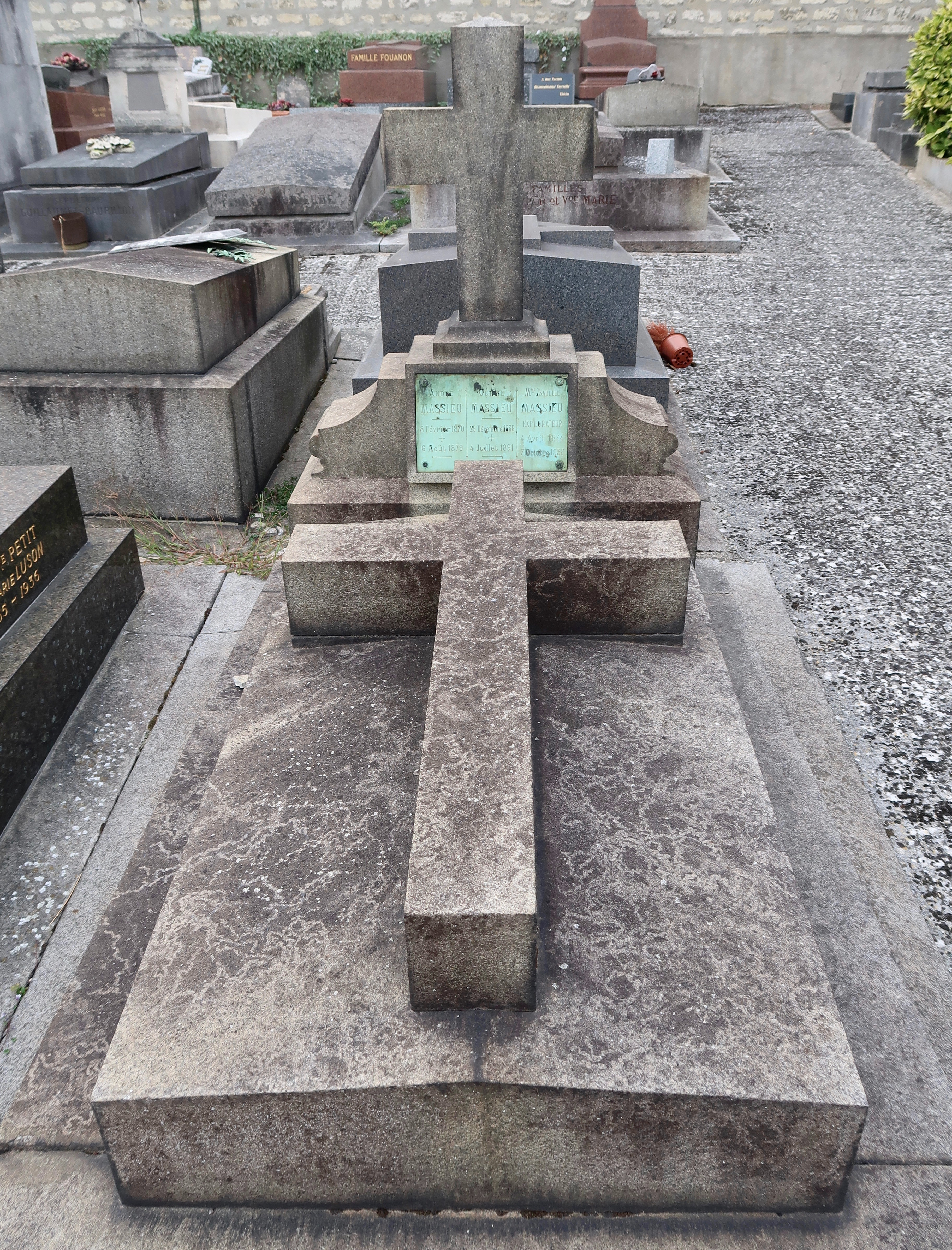
Tombe dans le cimetière Carnot de Suresnes.

Elle obtient finalement des autorisations spéciales de l'India Office pour le Népal. Elle gagne alors Raxaul et en palanquin, traverse la jungle marécageuse du Teraï au pied de la chaine de l'Himalaya. Elle franchit les cols de Sissaghouri et de Chandragiri et descend dans la vallée de Katmandou, qu'elle est la troisième personne de nationalité française à visiter après Gustave Le Bon en 1885 et Sylvain Lévi en 1898. Elle visite les trois centres urbains de la vallée : Katmandou et ses six cents temples, puis Bhatgaon et les temples de Narayana, de Dharmsala et de Nyatpola Deval, enfin Patan, où elle admire sur les bords de la Bagmati les temples de Pashupati et de Changu Narayan, avant de regagner Katmandou. 
Repassant en Inde, Isabelle Massieu gagne Darjeeling en train, puis le Sikkim. Elle organise alors une petite caravane de sept coolies dirigée par un guide-cuisinier. Elle suit la frontière orientale du Népal jusqu'au Sangali-La, passe à Tong-Lu où elle peut admirer les sommets de l'Himalaya, atteint par la vallée de la Kali-Tchou les monastères de Chumasanié et de Pemiongchi et, par la route du Tibet construite par les Britanniques en 1904, gagne Gangtok. 
Son voyage de retour se fait par le Bhoutan. À Pedong, elle rencontre le missionnaire Auguste Desgodins puis, par le col de Paddoung-La, rejoint Kalimpong. Elle franchit la Tista et, traversant les vastes plantations de thé, rentre à Darjeeling. 
Après la Première Guerre mondiale, si Isabelle Massieu ne voyage plus, son salon reste une étape incontournable pour tout voyageur s’intéressant à l'Orient. 
Elle est faite chevalier de la Légion d'honneur le 9 mars 1906.
Elle est enterrée au cimetière Carnot de Suresnes.
Ses cinq albums de photographies sont conservés au musée de l'Homme.

## Œuvres
- Une Voyageuse française au Ladak, A travers le monde, 1896, p. 225-228.
- Comment j'ai parcouru l'Indo-Chine : Birmanie, États Shans, Siam, Tonkin, Laos, 1901, préface de Ferdinand Brunetière.
- Népal et pays himalayens, 1914.